# Dagmar Desterro
Dagmar Desterro e Silva, mais conhecida como Dagmar Desterro (São Luís, 09 de setembro de 1925 — São Luís, 06 de agosto de 2004) foi uma escritora brasileira. 

## Biografia
Bacharelou-se em Ciências Jurídicas e Sociais e foi bacharela e licenciada em Pedagogia pela Universidade Federal do Maranhão. Por muitos anos professora primária, também chefiou o Serviço do Patrimônio da União em São Luís e foi Procuradora Federal no Maranhão.
Na Universidade Federal do Maranhão foi Professora titular de Psicologia e de Psicologia Evolutiva, sendo posteriormente alçada ao cargo de Professora Emérita. Integrou o Instituto Histórico e Geográfico do Maranhão.
Em 15 de abril de 1974 foi eleita para a cadeira 24 da Academia Maranhense de Letras, sucedendo Joaquim Dourado. Foi recepcionada em 8 de junho de 1974 pelo acadêmico Mário Martins Meireles.  
Com a saúde muito fragilizada, faleceu aos 78 anos, em 6 de agosto de 2004. 

## Prêmios e Condecorações
- Medalha do Mérito Timbira, conferida pelo Governo do Maranhão
- Medalha Gonçalves Dias, da Academia Maranhense de Letras
- Medalha Domingos Perdigão, da Faculdade de Direito do Maranhão
- Medalha Sousândrade do Mérito Universitária, no grau ouro, conferida pela Universidade Federal do Maranhão.

## Obras[2]
“
Amor, bem sabes tu como te quis... 

No afeto que minha alma te ofertou,

dei-te tudo... Ilusão... Dei-te carinho...

uma alma vibrante,

- essa taça de vinho que sorveste feliz,

o vinho delirante

que tua vida embriagou.
”

— 
- Recordando São Luís (1953)
- Conflito (1956)
- Segredos dispersos (1957)
- A vida de Benedito Leite para crianças (1957)
- O resto é solidão… e espera (1958)
- Parábola do sonho quase vida (1973)
- Discursos (1976)
- Pedra-vida (1979)
- Poemas para São Luís (1985)
- Canto ao entardecer (1985)
- Olá, amiguinhos!... (1988)
- Dois tempos em compasso de estórias (1991)
- Seleta poética (1995)